# Михайловецька сільська рада
| Михайловецька сільська рада — колишній орган місцевого самоврядування у Мурованокуриловецькому районі Вінницької області з адміністративним центром у с. Михайлівці. Сільській раді підпорядковані населені пункти: - с. Михайлівці - с. Красне - с-ще Яр |

## Склад ради
Рада складається з 12 депутатів та голови.

## Керівний склад сільської ради
| ПІБ                               | Основні відомості                                                                      | Дата обрання | Дата звільнення |
| --------------------------------- | -------------------------------------------------------------------------------------- | ------------ | --------------- |
| Варгатюк Леонід Йосипович         | Сільський голова, 1959 року народження, освіта                                         | 26.03.2006   | 31.10.2010      |
| Лосковський Володимир Євгенійович | Сільський голова, 1953 року народження, освіта вища, член Комуністичної партії України | 31.10.2010   |                 |

Примітка: таблиця складена за даними джерела